# Donkóczi Miklós
Donkóczi Miklós (megh.: 1651. k.) evangélikus lelkész a 17. századi Felsőszölnök szlovén község papja. Más forrásokban Mihály.
Nagyjából 1635 után lett a falu lelkésze, Medvedovics Mihály után. 1640 karácsonyán a kanizsai törökök egy csapata betört a faluba és megölt több embert, hatvanat pedig rabságba hurcolt, köztük Donkóczit is. A falusiak sokáig panaszkodtak uruknak Batthyány Ádámnak, hogy a törökök követelték a külön sarcot a prédikátorért, de nem tudják megfizetni mert „ötöd félszáz tallér”-t és „két vég karázsiá”-t követelnek érte, s ennyi nincs is faluban. Ezért Batthyányt kérték a sarc kifizetésére, vagy legalább adjon török rabot a prédikátorért. A török sokáig fenyegette őket, de a fenyegetésének soha nem adott nyomatékot.

1642 után a földesúr kiváltotta Donkóczit, aki 1646-ban részt vett a büki evangélikus zsinaton. 1648-ban kelt levelében felpanaszolja a földesúrnak, hogy a szölnöki malom gátját feljebb vitték és a háza melletti rétet elöntötte a víz.